# كيت جونسون
كيت جونسون (بالإنجليزية: Kate Lang Johnson)‏ هي عارضة وممثلة أمريكية، ولدت في 7 سبتمبر 1984 بمنيابولس في الولايات المتحدة.

## وصلات خارجية
- كيت جونسون على موقع IMDb (الإنجليزية)
- كيت جونسون على موقع قاعدة بيانات الفيلم (الإنجليزية)